# Mula (kommun)
Mula är en kommun i Spanien. Den ligger i den autonoma regionen Murcia i södra delen av landet, 300 km sydost om huvudstaden Madrid. Antalet invånare är 17 585 (2024). Arean är 634,08 kvadratkilometer. Mula gränsar till Lorca, Cehegín, Bullas, Calasparra, Cieza, Ricote, Campos del Río, Albudeite, Murcia, Librilla, Alhama de Murcia, Totana och Pliego. 